# Saison 11 de Secrets d'histoire
La onzième saison de Secrets d'histoire est une émission de télévision historique présentée par Stéphane Bern.
Elle est diffusée du 29 juin au 2 novembre 2017 sur France 2.

## Principe de l’émission
Chaque numéro retrace la vie d'un grand personnage de l'Histoire et met en lumière des lieux hautement emblématiques du patrimoine.
Chaque reportage est constitué d'images d'archives, de reconstitutions, d'extraits de films et iconographies, ainsi que d'entretiens avec des spécialistes (historiens, écrivains, conservateurs etc…). Des plateaux sont également réalisés en extérieur dans différents lieux liés au sujet évoqué.

## Liste des épisodes inédits

### La légende noire de la reine Margot

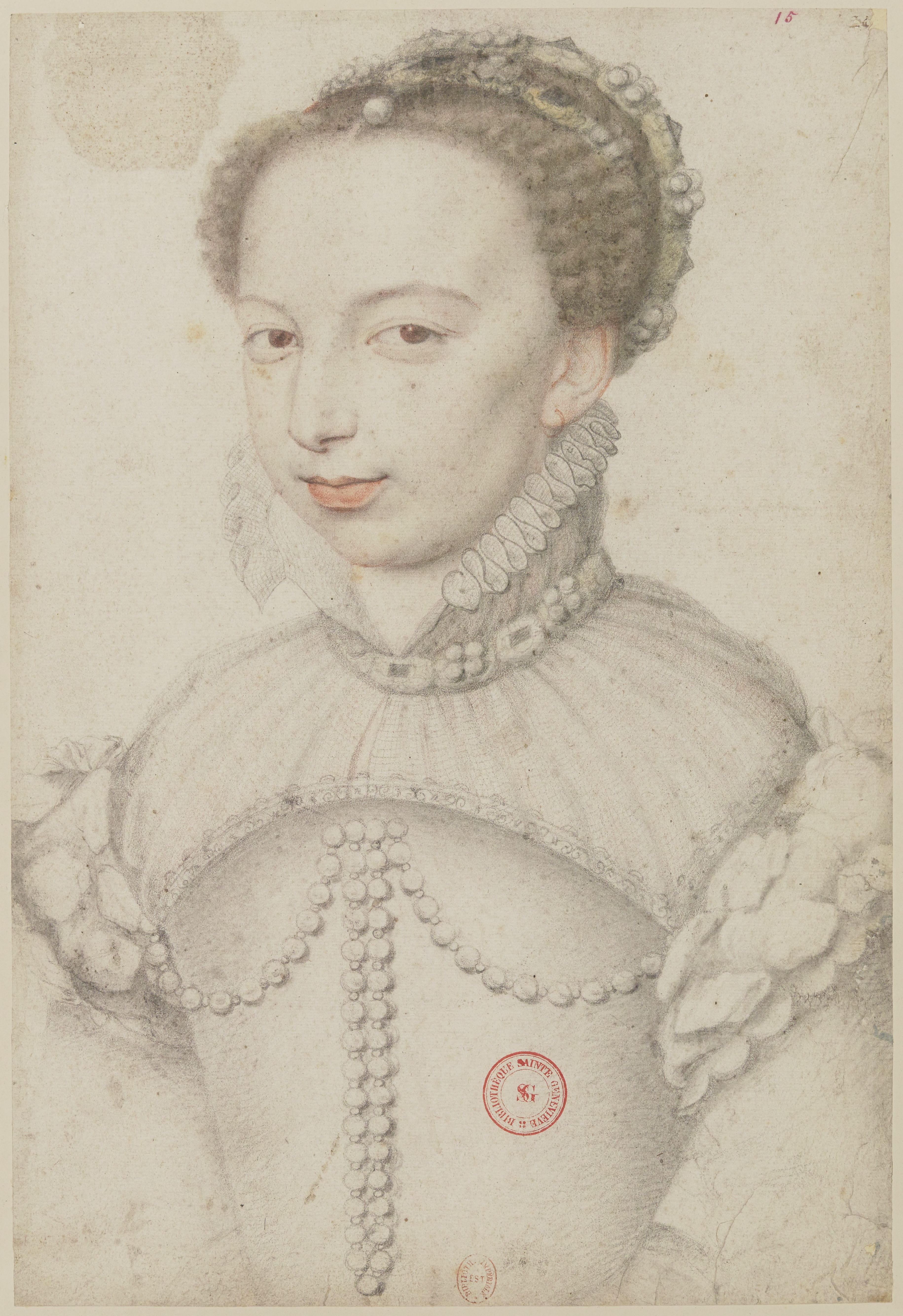
Marguerite (vers 1569).
Portrait attribué à François Clouet, Paris.

#### Description
Ce numéro retrace le destin de Marguerite de Valois, surnommée Margot, reine de France et épouse du roi Henri IV.
Personnage emblématique de l’Histoire de France, elle vécut des événements tragiques entre un mariage raté et conflit avec sa mère, le tout dans un contexte de guerres de religion entre catholiques et protestants,.

#### Diffusions
- France : 29 juin 2017
- France : 6 septembre 2018 (rediffusion)[4]

#### Avis de la presse
Dans ses colonnes, l'hebdomadaire L'Obs note que « ce documentaire, ponctué d’entretiens avec des historiens, vaut le coup : il dévoile une anticonformiste et une femme d'influence en avance sur son temps ».

#### Lieux de tournage
Parmi les lieux visités par l'émission, on retrouve notamment :
- les châteaux d'Amboise, de Cazeneuve en Gironde[3], de Saint-Projet et de Nérac.
- le Château d'Écouen qui abrite le musée national de la Renaissance[1].
- le Musée Condé à Chantilly
- Les Archives nationales
- L'Hôtel des archevêques de Sens à Paris[6]

#### Liste des principaux intervenants
- Nicolas Le Roux - biographe
- Hortense Dufour - biographe
- Jean-Louis Sureau - directeur du château royal d'Amboise
- Anne-Valérie Solignat - historienne
- Virginie Girod - historienne
- Jean-François Solnon - historien
- Laurent Angard - Docteur en littérature et civilisation françaises - Professeur de lettres
- Georges Vigarello - historien
- Éliane Viennot - historienne
- Danièle Thompson - scénariste[1]

### Marie-Thérèse, l'envahissante impératrice d'Autriche

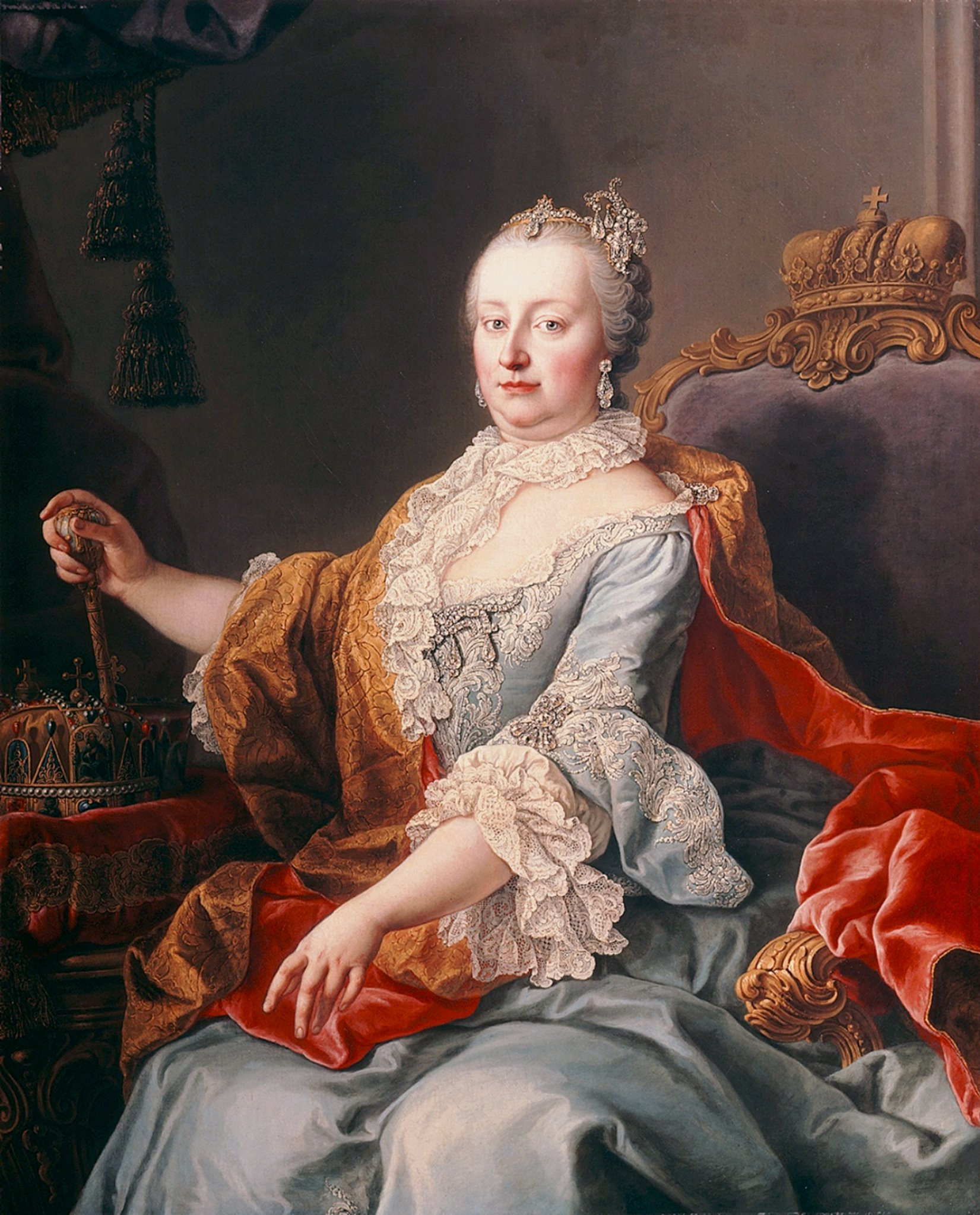
Marie-Thérèse d'Autriche en 1759.

#### Description
Ce numéro retrace le destin de l'impératrice Marie-Thérèse d'Autriche. Considérée au XVIIIe siècle comme « la mère de l'Autriche », elle est la première femme à accéder à la tête du Saint Empire germanique. Tout en assouplissant les règles austères qui régissent la cour des Habsbourg, elle va régner d'une main de fer et poser les fondements de l'État moderne.

#### Diffusions
- France : 6 juillet 2017
- France : 26 juillet 2018 (rediffusion)[8]

#### Avis de la presse
Le Monde note que « Dans le sillage du livre enflammé d’Élisabeth Badinter, le magazine de Stéphane Bern pare la femme d’Etat de bien des vertus. Si l’on ne peut que lui reconnaître une habileté politique certaine, une vision aiguë d’administratrice au prix d’un travail forcené […], en faire celle qui invente une autorité au féminin tient du parti pris, les reines anglaises ou castillanes avant elle, comme les tsarines ses contemporaines, démentant ce propos ».

#### Lieux de tournage
Parmi les lieux visités par l'émission, on retrouve notamment :
- le Château de Schönbrunn
- les palais impériaux de la Hofburg à Vienne et Innsbruck
- l'Abbaye de Klosterneuburg
- l'Académie militaire thérésienne au Château de Wiener Neustadt
- la Crypte des Capucins qui abrite les sépultures de la Maison de Habsbourg[10].

#### Liste des principaux intervenants
- Élisabeth Badinter - philosophe et biographe
- Jean-Paul Bled - historien et biographe
- Évelyne Lever - historienne
- Christine Lebeau - historienne
- Renate Zedinger - historienne
- Franz Gschwandtner - responsable de la bibliothèque Theresiana
- Claudia Lehner-Jobst - historienne de l'art
- Anne-Sophie Banakas - historienne
- Lucien Bély - historien
- Jurgen Luh - historien[10]

### Les démons de Michel-Ange

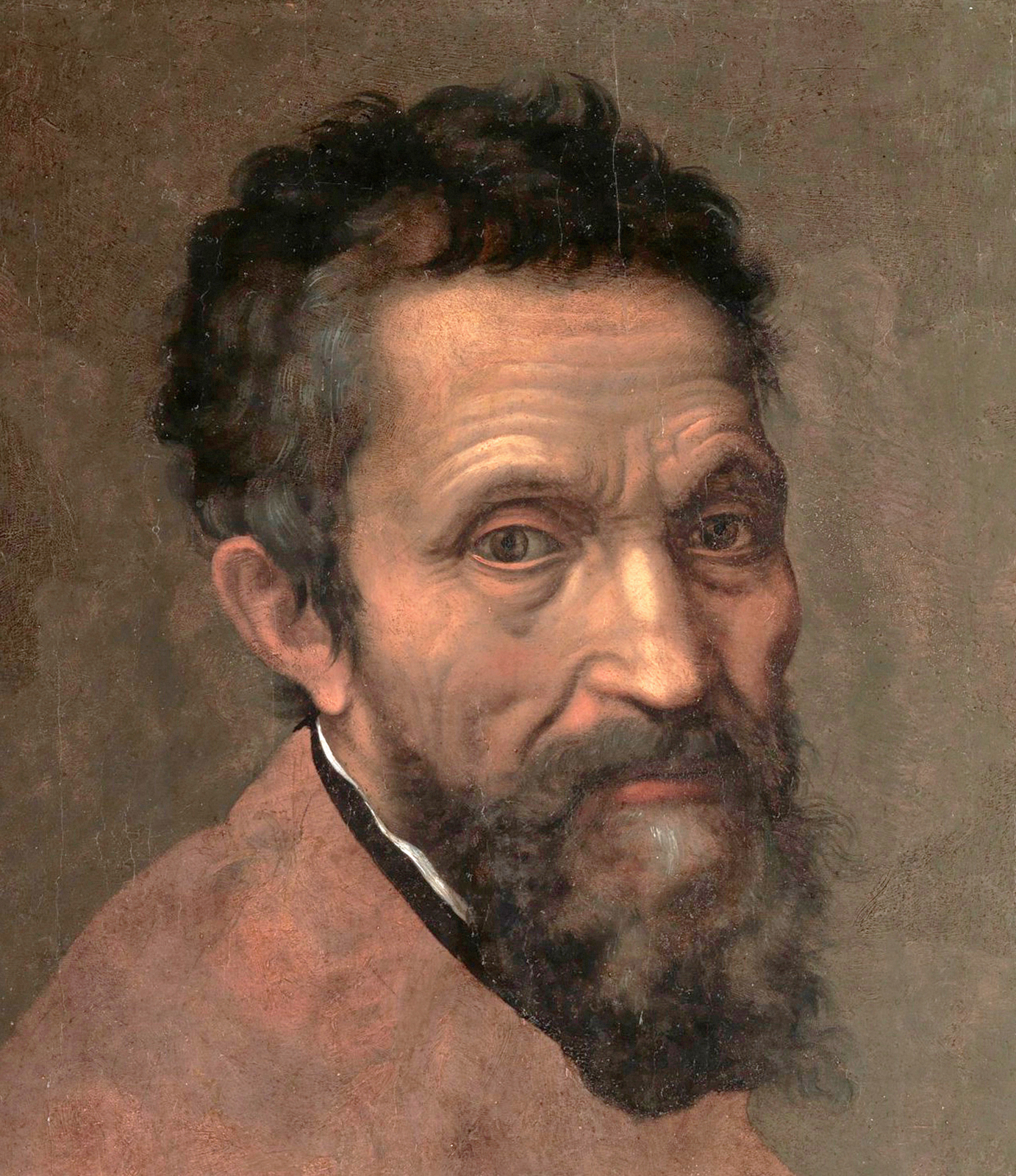
Michel-Ange vers 1545 par Daniele da Volterra.

#### Description
Ce numéro retrace le destin du peintre toscan Michel-Ange, figure symbolique de la Renaissance dont les plus riches mécènes s'achetaient les services à prix d'or, et qui laisse derrière lui de nombreux chefs-d'œuvre comme les célèbres fresques du plafond de la Chapelle Sixtine au Vatican.

#### Première diffusion
- France : 13 juillet 2017

#### Avis de la presse
Le magazine Télé Z note : « À travers l’émission, la vie de Michel-Ange se déroule devant nos yeux. Nous découvrons l’enfance chaotique du jeune homme qui très tôt se révèle prodige. […] Comme à son habitude, Secrets d'histoire s’est rendu dans les lieux marquants de l’artiste. Ainsi, on visite sa maison d’enfance, celle de sa nourrice : dans certaines de ces résidences, les hôtes aujourd’hui y ont retrouvé des trésors […]. L’occasion de voir des œuvres inédites ». L'hebdomadaire ajoute : « On achève l’émission avec la furieuse envie de rejoindre au plus vite l’Italie pour admirer, sans écran ni média, les travaux qu’il a réalisé au fil de son existence ».

#### Lieux de tournage
Parmi les lieux visités par l'émission, on retrouve notamment :
- la Chapelle Sixtine
- les musées Michel-Ange à Caprese Michelangelo et Casa Buonarroti à Florence
- l'Académie des beaux-arts à Carrare
- le Palais Colonna à Rome[13].

Afin de faire découvrir au téléspectateur tous les lieux en rapport avec la vie de l'artiste, le producteur Julien Poinot explique : « Les recherches à l’étranger sont faites par nos soins. Les journalistes et les rédacteurs en chef peuvent être amenés à se rendre sur place pour rencontrer des gens, pour enquêter, et pour aller voir des conservateurs ou des historiens ».

#### Liste des principaux intervenants
- Laurence Aventin - historienne
- Serge Legat - historien
- Sara Vitacca - historienne
- Nadine Sautel - écrivaine
- Patrizia Piergiovanni - directrice palais Colonna
- Alessandro Cecchi - directeur musée Casa Buonarroti
- Sophie Chauveau - écrivaine[13]

### Moulay Ismaïl: le Roi-Soleil des mille et une nuits

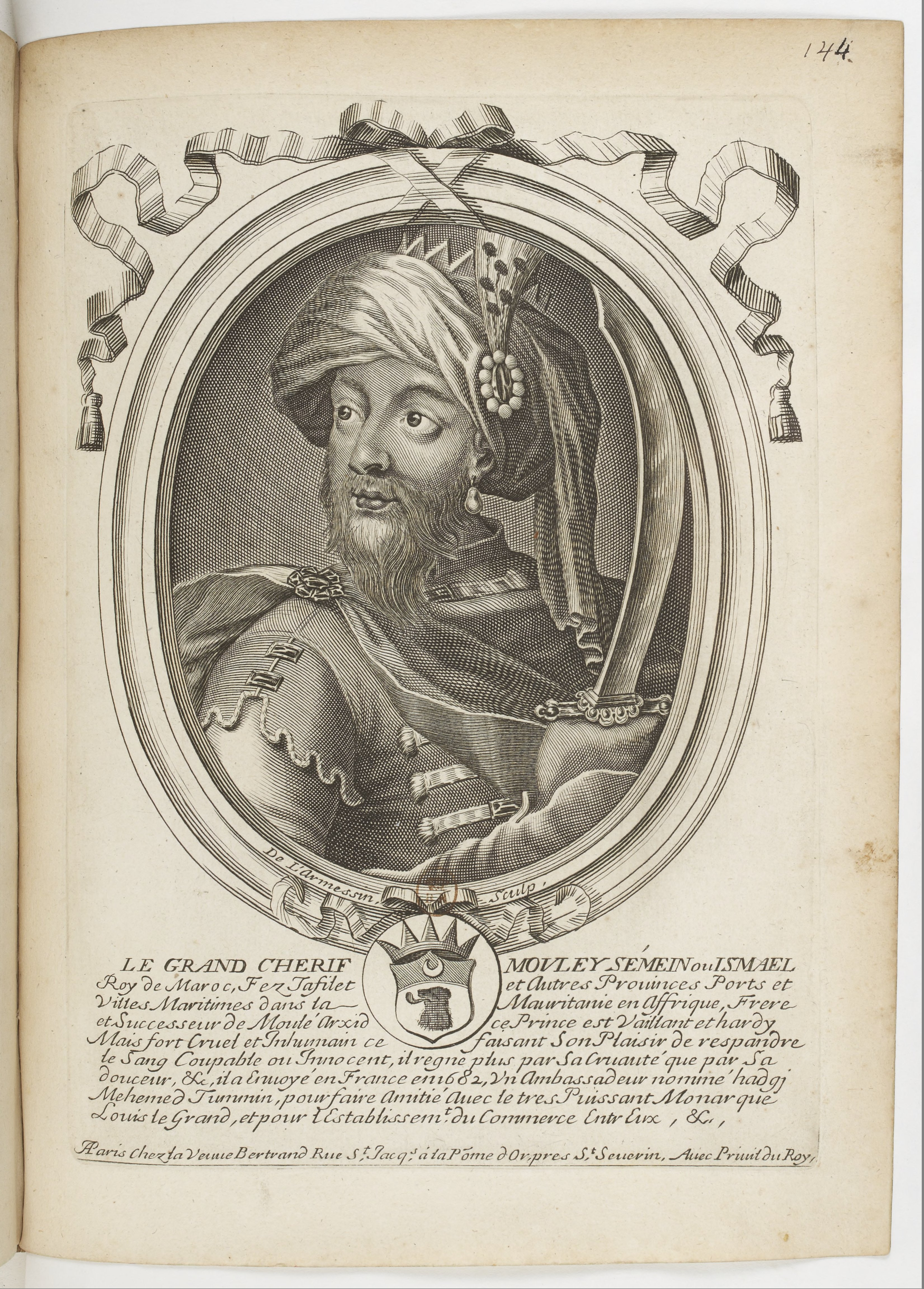
Le Grand Cherif Mouley Sémein ou Ismael, de Nicolas Ier de Larmessin.

#### Description
Ce numéro retrace le destin du sultan Moulay Ismaïl, fondateur du Maroc moderne et dont l'ambassadeur fut reçu à la cour de Versailles par Louis XIV en 1699. L'émission est l'occasion de découvrir le Maroc du XVIIIe siècle au travers des cités impériales et de ses villes emblématiques (Fès, Meknès, Marrakech, Rabat).
A cette occasion, Stéphane Bern déclare : « c'est un sultan au règne étincelant souvent comparé à celui de Louis XIV, dont il est le contemporain. Il accède au trône presque par accident, après la mort de ses deux demi-frères. Il n’a que 27 ans… et son règne durera cinquante-cinq ans ».
Il ajoute : « Moulay Ismaïl est le sultan de tous les excès : ses 500 concubines lui donneront pas moins de 700 enfants. Il demandera même la main de la princesse de Conti, l'une des filles naturelles de Louis XIV, qui inspirera le personnage d’Angélique - marquise des Anges - et le célèbre épisode d’Angélique et le Sultan ».

#### Première diffusion
- France : 20 juillet 2017

#### Avis de la presse
Le journal Le Monde note que « Comme souvent dans Secrets d'histoire, l’intensité de l’évocation se dissipe à force de ne pas choisir entre les visites patrimoniales, précieuses mais bien souvent récréatives aussi, et les analyses de fond, essentielles pour saisir la vraie portée du personnage mis en scène. Reste que Moulay Ismaïl mérite ce retour en gloire ».

#### Lieux de tournage
Parmi les lieux visités par l'émission, on retrouve notamment la Mosquée Karaouiyine à Fès, le Musée Mohammed VI d'art moderne et contemporain à Rabat et le château de Fontainebleau.

#### Liste des principaux intervenants
- Michel De Decker - historien
- Géraud Poumarede - historien
- Michel Abitbol - historien
- Daniel Rivet - historien
- Clémentine Portier-Kaltenbach - historienne[14]
- Abdelaziz El Idrissi - archéologue directeur du musée Mohammed VI
- Leïla Maziane - historienne
- André Zysberg - historien
- Xavier Salmon - historien d'art
- Lucien Bély - historien[18]

### Caroline, née Bonaparte, épouse Murat

Caroline et ses enfants par François Gérard, vers 1808.

#### Description
Ce numéro retrace le destin de Caroline Bonaparte, sœur de l'empereur Napoléon Ier et reine consort de Naples. Femme ambitieuse et assoiffée de pouvoir, elle imposa sa marque en tant que souveraine en Italie où elle gouverna depuis les palais royaux de Naples et de Caserte. Son goût pour l'archéologie la poussa également à organiser les célèbres fouilles de Pompéi.

#### Première diffusion
- France : 27 juillet 2017

#### Avis de la presse
Le journal La Croix note : « Avec un enthousiasme qui n’appartient qu’à lui, Stéphane Bern sillonne l’Italie sur les traces, indélébiles, qu’elle a apposées à l’histoire de l’art. […] Les historiens se donnent la réplique pour entrer dans l’intimité du couple, entre tromperies, passion et disputes, pour brosser à petites touches le portrait complexe de la fascinante Caroline, ni « sœur de », ni « femme de », mais reine à part entière ».

#### Lieux de tournage
Parmi les lieux visités par l'émission, on retrouve notamment :
- le Palais de l'Élysée, , ancienne propriété du couple Murat
- le Château de Mortefontaine
- le Palais royal de Naples
- les villas Murat à Lubrense et Orsucci en Toscane
- le Palais de Caserte, le Musée de Capodimonte et le Palais royal de Portici à Naples
- l'Église Ognissanti à Florence[21]

#### Liste des principaux intervenants
- Florence De Baudus - historienne et biographe
- Pierre Branda - historien, membre de la Fondation Napoléon
- Thierry Lentz - historien, directeur de la Fondation Napoléon
- Inès de Kertanguy - historienne et écrivain
- David Chanteranne - historien et journaliste
- Vincent Haegele - historien, directeur de la bibliothèque de Versailles
- Luigi Mascilli Migliorini - historien
- Vincenzo Mazzarella - historien de l'art
- Gennaro Toscano - conseiller scientifique à la Bibliothèque nationale de France[21]

### Le Régent, un libertin sur le trône de France

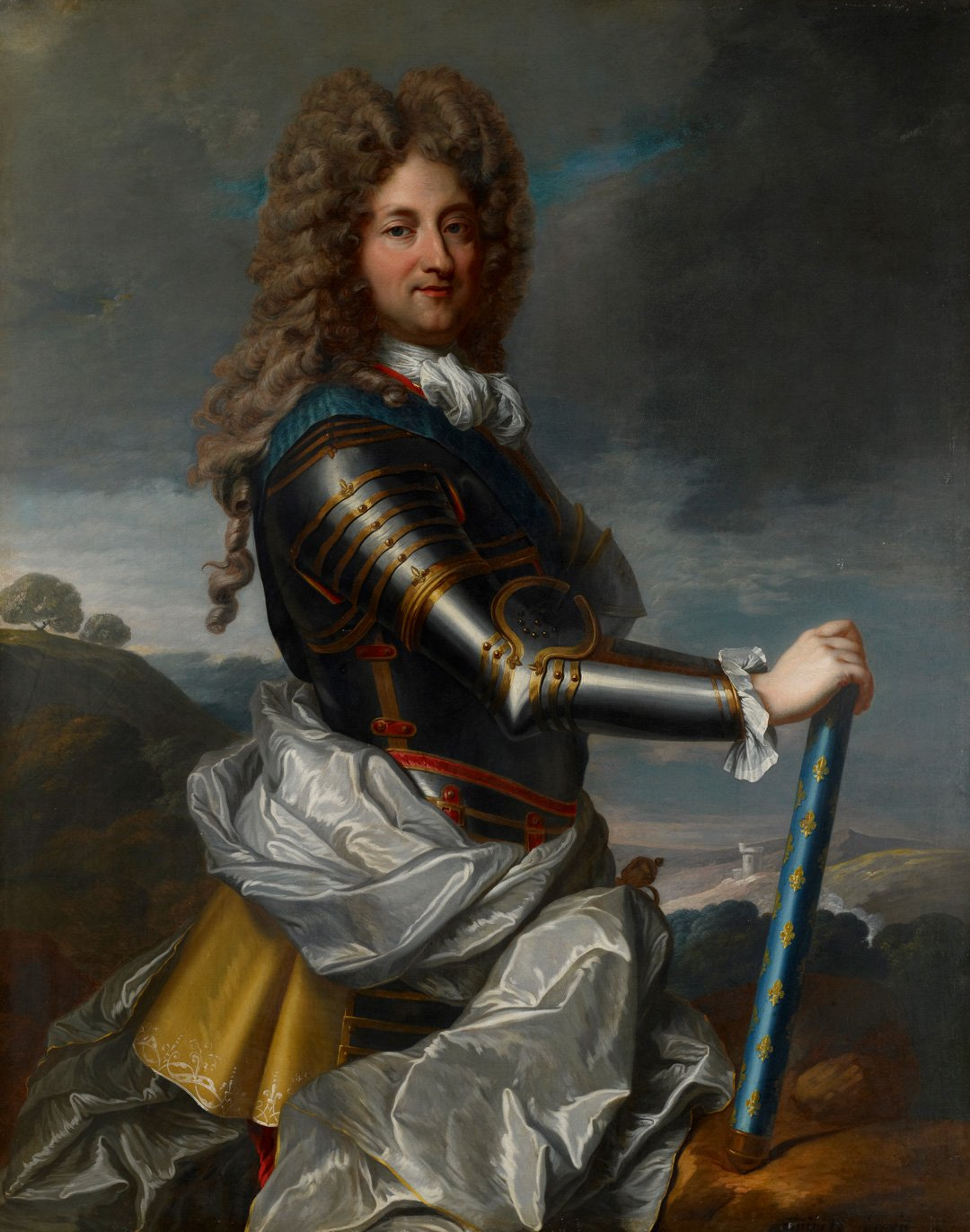
Le régent Philippe d'Orléans, par Jean-Baptiste Santerre, en 1717.

#### Description
Ce numéro retrace le destin de Philippe d'Orléans, surnommé le Régent.
Cousin du roi Louis XV, il fut désigné pour exercer la régence du royaume de France pendant la minorité de ce dernier. Personnalité aux multiples facettes, il fit souffler un vent de liberté à la tête de l'Etat et transforma la cour en laboratoire politique, intellectuel et artistique.

#### Première diffusion
- France : 10 août 2017

#### Avis de la presse
Le journal Le Devoir note : « Grand défenseur du patrimoine français devant l’Éternel, l’animateur et journaliste Stéphane Bern propose avec cet enthousiasme qui est sa marque de commerce un portrait de Philippe d’Orléans, celui-là même qui assura la régence jusqu’à ce que son cousin Louis XV le bien-aimé atteignît l’âge de 14 ans. […] Selon les historiens témoignant dans cet épisode de la série documentaire Secret d’histoires, ce neveu du Roi-Soleil [..] était bien plus que cela ».

#### Lieux de tournage
Parmi les lieux visités par l'émission, on retrouve notamment le Château de Saint-Cloud, le Château de Versailles, le Musée du Louvre et le Palais-Royal.

#### Liste des principaux intervenants
- Jean-Christian Petitfils - historien
- Évelyne Lever - historienne
- Alexandre Dupilet - historien
- Thierry Sarmant - historien
- Michèle Barrière - historienne de la gastronomie
- Pierre-Yves Beaurepaire - professeur d'histoire moderne à l'université de Nice[24]

### Agatha Christie: l'étrange reine du crime

Agatha Christie en 1958

#### Description
Ce numéro dresse le portrait d'Agatha Christie, célèbre écrivaine anglaise auteure de nombreux romans policiers, et revient sur sa disparition inexpliquée durant douze jours en 1926. L'émission évoque les dernières hypothèses autour de cette affaire,.

#### Diffusions
- France : 2 novembre 2017
- France : 16 août 2018 (rediffusion)[25]

#### Avis de la presse
A propos de ce numéro, Europe 1 note : « Ne vous attendez pas à une analyse de l’écriture d’Agatha Christie ou à un magazine portant sur l’origine de chacun de ses écrits. […] Stéphane Bern préfère évoquer l’histoire personnelle de l’auteure racontée par d’autres écrivains, par son petit-fils aussi. En fin de programme, vous serez sans doute surpris de voir une des rares interviews qu’elle a accordées ».

#### Lieux de tournage
- la propriété de Greenway Estate, ancienne résidence d'été d'Agatha Christie
- l'Abbaye de Torre
- le Manoir d'Ugbrooke
- la maison d'Agatha Christie à Wallingford[28]

#### Liste des principaux intervenants
- Laura Thompson - biographe
- Paul Mirat  - historien
- Carl Smith - directeur du Musée de Torquay qui a reconstitué le bureau d'Hercule Poirot
- Janet Morgan - biographe
- Kevin Cook - président du Musée du surf de Braunton
- Pinar Kartal Timer - directrice du Pera Palace Hotel à Istanbul
- Judy Dewey - conservatrice du Musée de Wallingford[28]

## Diffusion
L'émission est diffusée en prime-time sur France 2, du 29 juin 2017 au 2 novembre 2017. Chaque numéro dure entre 1 heure 30 et 2 heures.

## Audiences
En termes d'audiences, le numéro consacré à la reine Margot permet à l'émission d'obtenir son meilleur score de la saison (3,1 millions de téléspectateurs).
| Rang | Première diffusion | Titre                                                | Description                                            | Nombre de téléspectateurs | Part d'audience |
| ---- | ------------------ | ---------------------------------------------------- | ------------------------------------------------------ | ------------------------- | --------------- |
| 1    | 29 juin 2017       | La légende noire de la reine Margot                  | Portrait de Marguerite de France dite la reine Margot. | 3 107 000                 | 14 %            |
| 2    | 6 juillet 2017     | Marie-Thérèse, l'envahissante impératrice d'Autriche | Portrait de Marie-Thérèse d'Autriche.                  | 2 725 000                 | 13,1 %          |
| 3    | 13 juillet 2017    | Les démons de Michel-Ange                            | Portrait de Michel-Ange.                               | 2 232 000                 | 12,8 %          |
| 4    | 20 juillet 2017    | Moulay Ismaïl : le Roi Soleil des mille et une nuits | Portrait de Moulay Ismaïl.                             | 2 266 000                 | 11,7 %          |
| 5    | 27 juillet 2017    | Caroline, née Bonaparte, épouse Murat                | Portrait de Caroline Bonaparte.                        | 2 216 000                 | 11,2 %          |
| 6    | 10 août 2017       | Le Régent, un libertin sur le trône de France        | Portrait de Philippe d'Orléans.                        | 2 369 000                 | 12,9 %          |
| 7    | 2 novembre 2017    | Agatha Christie : l'étrange reine du crime           | Portrait d'Agatha Christie.                            | 2 904 000                 | 12,1 %          |

Légende :
- Meilleurs scores de la saison.
- Moins bons scores de la saison.